# Linia kolejowa nr 302 (KPK-LK)/221 (Infra Silesia)
Linia kolejowa Kotlarnia – Paruszowiec – Boguszowice – dwutorowa, towarowa, niegdyś zelektryfikowana piaskowa a zarazem przemysłowa linia kolejowa, należąca wraz z linią kolejową nr 301 KPK-LK do sieci Magistrali Zachodniej, obsługującej byłe piaskownie w Pyskowicach, Przezchlebiu i istniejącą kopalnię piasku w Kotlarni. Linia służyła przede wszystkim zaopatrzeniu w piasek podsadzkowy  kopalni KWK Zofiówka w Jastrzębiu Zdroju, na terenie której istnieje most podsadzkowy szybu III Zofiówka oraz wywozowi węgla z KWK Makoszowy oraz KWK Jankowice w Rybniku, na którego terenie istnieje most podsadzkowy szybu III KWK Jankowice a także obsłudze bocznic elektrowni w Rybniku. Według wykazu linii kolejowych spółki Kopalnia Piasku Kotlarnia – Linie Kolejowe ma ona nr 302 i kategorię I, natomiast według wykazu spółki Infra Silesia linia od posterunku Paruszowiec do posterunku Boguszowice jest oznaczona jako linia kolejowa o numerze 221. Linia posiadała niegdyś bezpośrednie połączenie z linią 301 z pominięciem stacji Kotlarnia .

## Przewozy
Na linii obecnie prowadzone są przewozy masowe wywozowe węgla kamiennego i odpadów pogórniczych, głównie z KWK Makoszowy oraz kompleksowa obsługa stacji Elektrownia Rybnik, której bocznice odgałęziają się od głównego szlaku linii.

## Stacje i posterunki ruchu
- Kotlarnia km 0,514
- Rudy km 9,784
- Paruszowiec km 24,196
- Boguszowice km 34,246

## Odgałęzienia
Punkt początkowy linii to stacja Kotlarnia u zbiegu kilku linii kolejowych spółki KP Kotlarnia-Linie kolejowe, między innymi linii kolejowej nr 301 Kotlarnia - KMO oraz linii kolejowej nr 304 Kotlarnia - Krywałd. Posterunek odgałęźny Rudy obsługuje ruch zjazdowy w kierunku stacji Elektrownia Rybnik. Na posterunku Paruszowiec odgałęzia się linia kolejowa nr 313 Elektrownia Rybnik - Leszczyny PKP PLK.